# Camposodes evanescens
Camposodes evanescens là một loài ruồi trong họ Tachinidae.